# Pogančina
Pogančina (lat. Plocama; sin. Putoria), biljni rod iz porodice broćevki rasprostranjen od Indije na zapad do afričkog i europskog Sredozemlja, ted na jugu Afrike. Choulettia, Pterogaillonia i Aitchisonia (koji se navode kayo sinonimi) mogu biti zasebni rodovi.
Na popisu je tridesetak vrsta, a u Hrvatskoj je prisutna samo  kalabrijska pogančina, Plocama calabrica (sin. Putoria calabrica)) 

## Vrste
1. Plocama afghanica (Ehrend.) M.Backlund & Thulin
2. Plocama alshehbazii F.O.Khass., Khamraeva, Khuzhan. & Achilova
3. Plocama asperuliformis (Lincz.) M.Backlund & Thulin
4. Plocama aucheri (Guill.) M.Backlund & Thulin
5. Plocama botschantzevii (Lincz.) M.Backlund & Thulin
6. Plocama brevifolia (Coss. & Durieu ex Pomel) M.Backlund & Thulin
7. Plocama bruguieri (A.Rich. ex DC.) M.Backlund & Thulin
8. Plocama bucharica (B.Fedtsch. & Des.-Shost.) M.Backlund & Thulin
9. Plocama calabrica (L.f.) M.Backlund & Thulin
10. Plocama calcicola (Puff) M.Backlund & Thulin
11. Plocama calycoptera (Decne.) M.Backlund & Thulin
12. Plocama crocyllis (Sond.) M.Backlund & Thulin
13. Plocama crucianelloides (Jaub. & Spach) M.Backlund & Thulin
14. Plocama dezfulensis (Naanaie & Assadi) Bordbar & Mirtadz.
15. Plocama dubia (Aitch. & Hemsl.) M.Backlund & Thulin
16. Plocama ehrendorferi Mirtadz. & Bordbar
17. Plocama eriantha (Jaub. & Spach) M.Backlund & Thulin
18. Plocama hymenostephana (Jaub. & Spach) M.Backlund & Thulin
19. Plocama iljinii (Lincz.) M.Backlund & Thulin
20. Plocama inopinata (Lincz.) M.Backlund & Thulin
21. Plocama jolana (Thulin) M.Backlund & Thulin
22. Plocama kandaharensis (Ehrend. & Schönb.-Tem.) M.Backlund & Thulin
23. Plocama macrantha (Blatt. & Hallb.) M.Backlund & Thulin
24. Plocama mestscherjakovii (Lincz.) M.Backlund & Thulin
25. Plocama olivieri (A.Rich. ex DC.) M.Backlund & Thulin
26. Plocama pendula Aiton
27. Plocama puberula (Balf.f.) M.Backlund & Thulin
28. Plocama putorioides (Radcl.-Sm.) M.Backlund & Thulin
29. Plocama reboudiana (Coss. & Durieu) M.Backlund & Thulin
30. Plocama rosea (Hemsl.) M.Backlund & Thulin
31. Plocama somaliensis (Puff) M.Backlund & Thulin
32. Plocama szowitsii (DC.) M.Backlund & Thulin
33. Plocama thymoides (Balf.f.) M.Backlund & Thulin
34. Plocama tinctoria (Balf.f.) M.Backlund & Thulin
35. Plocama trichophylla (Popov ex Tscherneva) M.Backlund & Thulin
36. Plocama vassilczenkoi (Lincz.) M.Backlund & Thulin
37. Plocama yemenensis (Thulin) M.Backlund & Thulin